# Tytus, Romek i A’Tomek księga XX
Tytus, Romek i A’Tomek księga XX – dwudziesty komiks z serii Tytus, Romek i A’Tomek o przygodach trzech przyjaciół Tytusa, Romka i A’Tomka. 
Autorem scenariusza i rysunków jest Henryk Jerzy Chmielewski. Album ten ukazał się w roku 1992 nakładem Prószyński i S-ka. Potocznie księga ta ma opis - Druga wyprawa na Wyspy Nonsensu. Na stronie 2 i 3 okładki w wydaniu I umieszczono graficzny spis wszystkich dotychczas wydanych przygód tej serii. Na stronie 4 okładki przypomniano w formie medalu, iż 22 października 1992 minęło 35 lat od pierwszego wydania Tytusa drukiem. A w ostatnim kadrze komiksu autor narysował wydawcę Mieczysława Prószyńskiego, który z tej okazji zaprasza na bankiet w Trapezfiku. 

## Fabuła komiksu
Trzech przyjaciół Tytus, Romek i A’Tomek wyruszają na ekspedycję naukową nowym pojazdem Videobzikolotem TRA, zbudowanym przez prof. T.Alenta. Chłopcy po raz kolejny odwiedzają wyspy Nonsensu i przeprowadzają badania i obserwację mieszkańców dla profesora. 

## Wyspy odwiedzone przez bohaterów komiksu
- Wyspa deskorolkowców, której mieszkańcy poruszają się na deskorolkach.
- Wyspa uczonych, gdzie wszyscy mieszkańcy ciągle podnoszą swoje wykształcenie.
- Wyspa szczęścia, której system przypomina system komunistyczny.
- Rajska wyspa, gdzie żyją rajduszki.

## Wydania
- wydanie I 1992 - Prószyński i S-ka, nakład: 150 000 egzemplarzy
- wydanie II 2004 - Prószyński i S-ka, nakład: 18 000 egzemplarzy
- wydanie III (wydanie zbiorowe jako Złota księga przygód VII) 2007 - Prószyński i S-ka, nakład: 6 000 egzemplarzy
- wydanie IV 2009 - Prószyński Media